# メジムリェ郡

メジムルスカ郡の位置

メジムリェ郡(メジムリェぐん、Međimurska županija)は中央クロアチアに位置する郡。郡都はチャコヴェツ。

## 地理
クロアチアの中でも北に位置し、アルプス山脈のふもと、また東側はパンノニア平原に接している。その境はハンガリー・スロヴェニアと接しており、オーストリアにも近い。